# Остров Двух Товарищей
О́стров Двух Това́рищей — остров архипелага Северная Земля. Административно относится к Таймырскому Долгано-Ненецкому району Красноярского края.

## Расположение
Расположен в море Лаптевых в центральной части архипелага в юго-восточной части залива Микояна, на расстоянии около 800 метров от побережья острова Большевик. К югу от острова Двух Товарищей, на расстоянии 3 километров находится другой небольшой остров — Спортивный.

## Описание
Имеет овальную, вытянутую с юго-запада на северо-восток форму длиной около 1,2 километра и шириной до 650 метров. Существенных возвышенностей нет, максимальная высота острова составляет не более 8 метров. Берега ровные и пологие.

## Топографические карты
- Лист карты T-48-VII,VIII,IX залив Ахматова. Масштаб: 1 : 200 000. Состояние местности на 1982 год. Издание 1988 г.